# عس
العس هو أداة تستخدم كمكيال للأوزان، استخدم في التراث الإسلامي ويستعمل في الكيل والموازين في العصور الإسلامية القديمة.
العس يساوي ثمانية أرطال.